# NKG7
NKG7 (англ. Natural killer cell granule protein 7) – білок, який кодується однойменним геном, розташованим у людей на короткому плечі 19-ї хромосоми. Довжина поліпептидного ланцюга білка становить 165 амінокислот, а молекулярна маса — 17 665.
| 10         |  | 20         |  | 30         |  | 40         |  | 50         |
| ---------- |  | ---------- |  | ---------- |  | ---------- |  | ---------- |
| MELCRSLALL |  | GGSLGLMFCL |  | IALSTDFWFE |  | AVGPTHSAHS |  | GLWPTGHGDI |
| ISGYIHVTQT |  | FSIMAVLWAL |  | VSVSFLVLSC |  | FPSLFPPGHG |  | PLVSTTAAFA |
| AAISMVVAMA |  | VYTSERWDQP |  | PHPQIQTFFS |  | WSFYLGWVSA |  | ILLLCTGALS |
| LGAHCGGPRP |  | GYETL      |  |            |  |            |  |            |

A: Аланін

C: Цистеїн

D: Аспарагінова кислота

E: Глутамінова кислота

F: Фенілаланін

G: Гліцин

H: Гістидин

I: Ізолейцин

L: Лейцин

M: Метіонін

P: Пролін

Q: Глутамін

R: Аргінін

S: Серин

T: Треонін

V: Валін

W: Триптофан

Локалізований у клітинній мембрані, мембрані.